# 図書館の自由に関する宣言
図書館の自由に関する宣言（としょかんのじゆうにかんするせんげん）は、1954年に日本図書館協会の総会で採択された宣言。「すべての図書館が本来果たすべき使命」を再確認するため、全国図書館大会と日本図書館協会総会で発表された。
全ての公共図書館で、利用者が読める場所に、額に入れられ掲げられている。
後述の原本に「差別表現」が含まれる『ピノッキオ』の回収を求める抗議活動が起き、言論封殺、言論弾圧の危機に瀕した際に話題になった。その後、1979年（昭和54年）に「図書館は利用者の秘密を守る」が新しい第3宣言として加えられ、旧第3宣言は第4宣言に改められた。

## 宣言
図書館の自由に関する宣言（抄）
図書館は、基本的人権のひとつとして知る自由をもつ国民に、資料と施設を提供することを、もっとも重要な任務とする。この任務を果たすため、図書館は次のことを確認し実践する。
1. 図書館は資料収集の自由を有する
2. 図書館は資料提供の自由を有する
3. 図書館は利用者の秘密を守る
4. 図書館はすべての検閲に反対する

図書館の自由が侵されるとき、われわれは団結して、あくまで自由を守る。

## 図書館の自由と公共の福祉の折り合い
1979年改定においてもなお宣言で知る権利が明文化されていないことから、日本国憲法が保障する知る権利とプライバシー侵害との折り合いについての論争が絶えない。例えば、1997年の少年Aによる神戸連続児童殺傷事件時の顔写真（「FOCUS」等）をどうするのか、少年法との折り合いはどうするのか、名古屋市立図書館でイタリアの作家カルロ・コッローディの児童文学作品『ピノッキオの冒険』に含まれる差別用語や差別表現などとの折り合いをどうするのかなどの議論が提起された。『ピノッキオの冒険』など昔に書かれた作品に差別用語が含まれていることで、差別用語を含まない『ピノッキオの冒険』全巻の回収を求める抗議が起きたことについて、図書館問題研究会は版を回収したこと自体を批判し、言論に対する封殺行為として抗議者と回収した出版社を批判した。この騒動が起きたあとの1979年に「検討の3原則」が追加された。

### 検討の3原則
1. 問題が発生した場合には、職制判断によって処理することなく、全職員によって検討する。
2. 図書館員が制約された状況の中で判断するのではなく、市民の広範な意見を聞く。
3. とりわけ人権侵害に関わる問題については、偏見と予断にとらわれないよう、問題の当事者に聞く。

## 関連する事件
- 練馬図書館テレビドラマ事件 - 1967年。図書館員が刑事の求めに応じて貸出記録を開示した描写が問題視され、図書館の自由に関する宣言に「図書館は利用者の秘密を守る。」の項目が加えられるきっかけとなった。
- 相棒 - season3 第7話「夢を喰う女」の描写が「フィクションとはいえ本宣言の存在を無視するもの」と問題になり、DVDでは欠番にされている。

- 山口県立山口図書館図書隠匿事件 - 1973年。「図書館の自由に関する宣言」が改定されるきっかけとなった事件の一つ。
- 『ピノキオ』回収要求と閲覧制限 - 1976年
- 広島県立図書館事件 - 1984年
- 絵本『ちびくろサンボ』と人種差別の問題 - 1988年
- 富山県立図書館の『図録』損壊事件 - 1990年
- 地下鉄サリン事件での国立国会図書館利用記録5万人分押収 - 1995年
- 耳をすませば - 1995年に映画化された際、プライバシー保護の観点からすでに都内の公立図書館では廃止されている記名式図書カードの描写に対し、日本図書館協会が抗議した。
- 『完全自殺マニュアル』の閲覧制限要求 - 1996年
- 船橋市西図書館蔵書破棄事件 - 2005年
- 福井県生活学習館ジェンダー関連図書撤去事件 - 2006年
- 堺市立図書館「BL」本排除事件 - 2008年
- 元厚生事務次官宅連続襲撃事件 - 2008年。犯人が個人住所の載っている名簿で住所を知ったと供述したことで、同種の職員録を所蔵する図書館で閲覧制限がかかることが多くなった。
- はだしのゲン - 2013年に松江市教育委員会が市内小中学校図書館に書庫入れの指示
- 大蔵出版 - 国立国会図書館が著作権の保護期間が切れた『大正新脩大蔵経』などの翻訳版をオンラインで公開した際、異議を申し立て図書館側での最終結論が出るまで公開を館内閲覧のみに変更させた。現在は一部が非公開となっている。
- 絶歌 - 図書館によって対応が異なった。